# Hümaşah Sultan (figlia di Murad III)
Hümaşah Sultan (turco ottomano: هماشاہ سلطان, lett. "fenice dello Şah"; nota anche come Hüma Sultan; Manisa, circa 1564 – Costantinopoli, 1606 o dopo) è stata una principessa ottomana, figlia del sultano Murad III e della sua Haseki Safiye Sultan.

## Biografia

### Origini
Hümaşah Sultan, chiamata anche Hüma Sultan, nacque intorno al 1564 a Manisa, dove suo padre, il futuro sultano ottomano Murad III, era governatore. Sua madre è dibattuta: la quasi totalità degli storici ritengono si trattasse di Safiye Sultan, che è considerata la prima e l'unica concubina di Murad a Manisa, e che prenda il suo nome da Hümaşah Sultan, la cugina di Murad che gli aveva presentato proprio Safiye; tuttavia, nessuna fonte primaria esplicita Safiye come madre di Hümaşah, a differenza di quanto avviene per le due altre figlie certe di Safiye,  Ayşe Sultan e Fatma Sultan, il che lascia quindi un margine di incertezza.

### Matrimoni
L'unico matrimonio certo di Hümaşah è datato 1582, con Nişar Mehmed Pasha. Rimase vedova nel 1585.
Alcune fonti suggeriscono che abbia poi sposato Serdar Ferhad Pasha nel 1591, Gran Visir e uno dei maggiori alleati di Safiye Sultan. In questo caso, rimase vedova nel 1595, quando Ferhad fu giustiziato. 
Sembra che abbia infine sposato Nakkaş Hasan Pasha nel 1605. 
Non è noto se si sia sposata altre volte o se abbia avuto figli da questi matrimoni.
In ogni caso, è stato sfatato che abbia invece sposato Lala Kara Mustafa Pasha, in quanto è stato dimostrato che la moglie di Mustafa era invece la Hümaşah Sultan cugina di Murad III.

### Morte
L'ultima menzione di Hümaşah Sultan nelle fonti primarie risale al 28 febbraio 1606, quando suo nipote, il sultano Ahmed I, ordinò che le fosse corrisposto il pagamento di alcune indennità. Morì perciò dopo quella data e fu sepolta nel mausoleo Murad III, nella moschea Hagia Sofia.

## Cultura popolare
Nella serie TV storica turca Il secolo magnifico: Kösem, Hümaşah Sultan è interpretata dall'attrice turca Vildan Atasever. Nella serie è effettivamente rappresentata come la figlia maggiore di Murad III e Safiye Sultan.